# ハビエル・パティーニョ
ハビエル・パティーニョ・ラチーナ（西: Javier Patiño Lachica、1988年2月14日 - ）は、スペイン・マドリード州サン・セバスティアン・デ・ロス・レイエス出身の元サッカー選手。元フィリピン代表。現役時代のポジションはフォワード。

## 来歴

### クラブ
スペインのアマチュアクラブのアルコベンダスCFとUDサン・セバスティアン・デ・ロス・レイエスで4シーズンを過ごした後、2011年7月にセグンダ・ディビシオンのコルドバCFと3年契約を結んだ。
移籍後最初の2011-12シーズンはレギュラーシーズン42試合中35試合（24試合先発）に出場し、8得点を決めた。コルドバでの初得点は第7節のSDウエスカ戦。コルドバはリーグ6位で終え、3位から6位までが出場する昇格プレーオフに進出したが、レアル・バリャドリードに2試合合計0-3で敗退した。パティーニョは2試合とも途中出場した。コパ・デル・レイはラウンド32のレアル・ベティス戦の第1戦、ラウンド16のRCDエスパニョール戦の第2戦への先発出場を含む4試合に出場した。
2013年1月31日、冬の移籍市場の最終日にヘレスCDにローン移籍した。ローン移籍期間は2012-13シーズン終了までだったが、3月10日、タイのブリーラム・ユナイテッドFCへの移籍が発表された。
2012-13シーズンはコルドバで17試合（先発9試合）2得点、ヘレスでは4試合に先発フル出場した。コパ・デル・レイは11月1日のレアル・ソシエダ戦で初得点を記録した。
ブリーラム・ユナイテッドで最初のシーズンとなった2013年は、プレミアリーグ20試合（先発19試合）に出場し、得点ランキング4位の14得点を決めた。第5節のソンクラー・ユナイテッドFC戦でデビューすると先制ゴールを含む2得点を決めた。4月には月間最優秀選手賞を受賞した。AFCチャンピオンズリーグ2013は準々決勝のエステグラルFC戦に途中出場した。
2015年に中国サッカー・スーパーリーグの河南建業足球倶楽部に移籍した。
2018年4月、ブリーラム・ユナイテッドに復帰した。
2021年8月17日、ポートFCに加入。
2021年11月、現役引退を表明した。

### 代表
2012年、サッカーフィリピン代表のスペイン人監督Juan Luis Guiradoを通して、フィリピン代表入りを打診され、市民権の取得を申請することが発表された。
AFCチャレンジカップ2014 (予選)で代表に招集された。2013年3月24日、サッカーカンボジア代表戦（8-0）で代表デビューを果たすと、代表初得点を含む2得点を決めた。

## 人物
父親はスペイン人、母親はフィリピン人。

## 個人成績
| 国内大会個人成績 | 国内大会個人成績 | 国内大会個人成績 | 国内大会個人成績 | 国内大会個人成績 | 国内大会個人成績 | 国内大会個人成績 | 国内大会個人成績 | 国内大会個人成績 | 国内大会個人成績 | 国内大会個人成績 | 国内大会個人成績 |
| 年度             | クラブ           | 背番号           | リーグ           | リーグ戦         | リーグ戦         | リーグ杯         | リーグ杯         | オープン杯       | オープン杯       | 期間通算         | 期間通算         |
| 年度             | クラブ           | 背番号           | リーグ           | 出場             | 得点             | 出場             | 得点             | 出場             | 得点             | 出場             | 得点             |
| スペイン         | スペイン         | スペイン         | スペイン         | リーグ戦         | リーグ戦         | 国王杯           | 国王杯           | オープン杯       | オープン杯       | 期間通算         | 期間通算         |
| ---------------- | ---------------- | ---------------- | ---------------- | ---------------- | ---------------- | ---------------- | ---------------- | ---------------- | ---------------- | ---------------- | ---------------- |
| 2011-12          | コルドバ         | 9                | セグンダ         | 35               | 8                | 4                | 0                | -                | -                | 411              | 81               |
| 2012-13          | コルドバ         | 9                | セグンダ         | 17               | 2                | 4                | 2                | -                | -                | 21               | 3                |
| 2012-13          | ヘレス           | 7                | セグンダ         | 4                | 0                | 0                | 0                | -                | -                | 4                | 0                |
| タイ             | タイ             | タイ             | タイ             | リーグ戦         | リーグ戦         | リーグ杯         | リーグ杯         | FA杯             | FA杯             | 期間通算         | 期間通算         |
| 2013             | ブリーラム       | 20               | プレミア         | 20               | 14               |                  |                  | 6                | 2                | 20               | 14               |
| 2014             | ブリーラム       | 20               | プレミア         | 34               | 21               |                  |                  | 7                | 4                | 34               | 21               |
| 中国             | 中国             | 中国             | 中国             | リーグ戦         | リーグ戦         | リーグ杯         | リーグ杯         | FA杯             | FA杯             | 期間通算         | 期間通算         |
| 2015             | 河南建業         | 9                | 超級             | 27               | 11               | -                | -                | 2                | 1                | 29               | 12               |
| 2016             | 河南建業         | 9                | 超級             | 28               | 8                | -                | -                | 2                | 1                | 30               | 9                |
| 2017             | 河南建業         | 9                | 超級             | 5                | 2                | -                | -                |                  |                  |                  |                  |
| 通算             | スペイン         | スペイン         | セグンダ         | 56               | 10               | 8                | 2                | -                | -                | 64               | 12               |
| 通算             | タイ             | タイ             | プレミア         | 54               | 35               |                  |                  | 13               | 6                |                  |                  |
| 通算             | 中国             | 中国             | 超級             | 60               | 21               | -                | -                | 4                | 2                | 64               | 23               |
| 総通算           | 総通算           | 総通算           | 総通算           | 170              | 66               |                  |                  |                  |                  |                  |                  |

1 プリメーラ昇格プレーオフの2試合0得点を含む。

### 国際大会個人成績
| 年度 | クラブ                     | 大会                    | 出場 | 得点 |
| ---- | -------------------------- | ----------------------- | ---- | ---- |
| 2013 | ブリーラム・ユナイテッドFC | AFCチャンピオンズリーグ | 1    | 0    |
| 通算 | 通算                       | 通算                    | 1    | 0    |

## 代表歴
- 2013年 - 現在 サッカーフィリピン代表

## タイトル
ブリーラム・ユナイテッドFC
- タイ・プレミアリーグ 優勝 (3) : 2013, 2014, 2018
- タイFAカップ 優勝 (1) : 2013
- タイ・リーグカップ 優勝 (1) : 2013
- コー・ロイヤルカップ 優勝 (1) : 2014